# Cự sam
Sequoiadendron giganteum là loài duy nhất trong chi Sequoiadendron, nó được phân loại trong họ Cupressaceae chứa phân họ Sequoioideae, cùng với Sequoia sempervirens (cù tùng) và Metasequoia glyptostroboides (thủy tùng).